# Businga
Businga – miasto w Demokratycznej Republice Konga, w prowincji Ubangi Północne.